# Leulinghen-Bernes
Leulinghen-Bernes – miejscowość i gmina we Francji, w regionie Hauts-de-France, w departamencie Pas-de-Calais.
Według danych na rok 1990 gminę zamieszkiwało 401 osób, a gęstość zaludnienia wynosiła 58 osób/km² (wśród 1549 gmin regionu Nord-Pas-de-Calais Leulinghen-Bernes plasuje się na 852. miejscu pod względem liczby ludności, natomiast pod względem powierzchni na miejscu 525.).